# Mujer en el jardín
Mujer en el jardín (en francés, Femme en blanc au jardin) es un cuadro del pintor impresionista Claude Monet, que data de 1867. Es un óleo sobre lienzo, actualmente ubicado en el Museo del Hermitage de San Petersburgo en Rusia.
El cuadro representa una mujer vestida de blanco bajo una sombrilla, de pie sobre la hierba del jardín, disfrutando de las flores. La tela muestra una rica paleta de colores. Las pinceladas cortas y con cierto empaste trasmiten gran dinamismo a toda la obra.
La modelo es Jeanne Marguerite Lecadre, prima del artista, en su jardín, en la casa en El Havre, donde Monet y su familia se alojaban y donde, diez años antes, en 1857, la madre de este había fallecido.
La pintura es una de las más famosas de Monet en este período, cuyo interés se centró en las mujeres que posan en el jardín. 